# كأس الأبطال كونميبول–يويفا
كأس الأبطال كونميبول–يويفا (بالإنجليزية: CONMEBOL–UEFA Cup of Champions)، المعروف أيضًا باسم كأس أرتيمو فرانكي، هي مباراة كأس سوبر ينظمها يويفا و‌كونميبول بين بطل بطولة أمم أوروبا وبطل كوبا أمريكا. البطولة هي نسخة المنتخبات من بطولة الأندية السابقة كأس الإنتركونتيننتال التي كانت تجمع بطل أوروبا ببطل أمريكا الجنوبية. نُظِّمت البطولة مرتين في 1985 و‌1993 ثم أوقفت بعد ذلك، لتُستأنف ابتداءً من 2022، بعد التوقيع على مذكرة تفاهم بين كونميبول ويويفا.

## التاريخ

### النسخ الأولى والإيقاف
أُنشئت البطولة في 1985 باسم كأس الأمم الأوروبية\الأمريكية الجنوبية (بالإنجليزية: European/South American Nations Cup)، وعُرفت أيضًا باسم «كأس أرتيميو فرانكي» نظرًا لكأس البطولة التي سُميت على أرتيمو فرانكي الرئيس السابق للاتحاد الأوروبي لكرة القدم التي توفي في حادث مرور في 1983. اشترك في تنظيم البطولة كونميبول والاتحاد الأوروبي، وكانت بمثابة كأس سوبر بين القارتين. كانت البطولة نسخة المنتخبات من بطولة كأس الإنتركونتيننتال النادوية التي كانت تقام بين بطل كأس أوروبا\دوري أبطال أوروبا وبطل كوبا ليبرتادوريس. كانت البطولة تقام كل أربع سنوات وكانت القارتان تتناوبان على استضافتها. أقيمت لأول مرة في 1985 بين فرنسا بطلة بطولة أمم أوروبا 1984 و‌الأوروغواي بطلة كوبا أمريكا 1983. استضافت فرنسا البطولة على ملعب حديقة الأمراء في باريس، وفازت بهدفين نظيفين. لم تُقم البطولة بعد ذلك بأربع سنوات لأن هولندا (بطلة بطولة أمم أوروبا 1988) والأوروغواي (بطلة كوبا أمريكا 1987) لم تصلا إلى اتفاق حول موعد إقامة المباراة. أقيمت النسخة التالية في 1993 بين الأرجنتين بطلة كوبا أمريكا 1991 و‌الدنمارك بطلة بطولة أمم أوروبا 1992. استضافت الأرجنتين المباراة على ملعب خوزيه ماريا مينيلا في مار دل بلاتا وفازت بركلات الترجيح 5–4 بعد انتهاء الوقت الإضافي بالتعادل بهدف لمثله. ثم أُوقفت البطولة بعد ذلك.
خلفت كأس أرتيمو فرانكي بطولة كأس الملك فهد\كأس القارات التي أقيمت للمرة الأولى في 1992 وتولت تنظيمها الاتحاد الدولي لكرة القدم (فيفا) ابتداءً من نسختها الثالثة في 1997. وشارك في البطولة أبطال البطولات القارية الست وبطل كأس العالم. وبعد كأس القارات 2017، أعلن الفيفا في 15 مارس 2019 أن البطولة ستلغى.

### إعادة الإطلاق
في 12 فبراير 2020، وقعت يويفا وكونميبول على مذكرة تفاهم مجددة تهدف إلى تعزيز التعاول بين الاتحادين. وبصفته جزءًا من الاتفاق، فحصت لجنة يويفا–كونميبول مشتركة إمكانية إقامة مباريات قارية أوروبية–أمريكية جنوبية لكلٍّ من كرة القدم الرجالية والنسائية ولجميع الفئات العمرية. في 28 سبتمبر 2021، أكدت يويفا وكونميبول أن بطلي بطولة أمم أوروبا و‌كوبا أمريكا سيتواجهان في مباراة قارية، وأن الاتفاق بين الاتحادين يشمل ثلاث نسخ ستقام أولاها في 2022. في 15 ديسمبر 2021، وقع يويفا وكونميبول مرة أخرى على مذكرة تفاهم مجددة تمتد حتى 2028 شملت افتتاح مكتب مشترك في العاصمة البريطانية لندن وإمكانية تنظيم أحداث كروية مختلفة. في 22 مارس 2022، أعلن يويفا أن «كأس الأبطال كونميبول–يويفا» سيكون الاسم الجديد لكأس أرتيمو فرانكي.
أقيمت مباراة 2022، المعروفة باسم «فيناليسيما» (بالإيطالية: Finalissima؛ أي النهائي الكبير)، في 1يونيو 2022 بين إيطاليا بطلة بطولة أمم أوروبا 2020 (المقامة في 2021) و‌الأرجنتين بطلة كوبا أمريكا 2021 في ملعب ويمبلي في لندن في إنجلترا. وفاز بها منتخب الأرجنتين بثلاثة أهداف دون مقابل.

## النتائج
| العام | البلد المضيف |             | البطل                                                       | النتيجة والملعب       | الوصيف    |
| 1985  | فرنسا        | · فرنسا     | 2–0 حديقة الأمراء، باريس                                    | · الأوروغواي          |           |
| 1993  | الأرجنتين    | · الأرجنتين | 1–1 (ب.و.إ.) (5–4 ج.) ملعب خوزيه ماريا مينيلا، مار دل بلاتا | · الدنمارك            |           |
| 2022  | إنجلترا      |             | · الأرجنتين                                                 | 3–0 ملعب ويمبلي، لندن | · إيطاليا |

## الملخص
| المنتخب    | بطل            | وصيف     |
| ---------- | -------------- | -------- |
| الأرجنتين  | 2 (1993، 2022) | —        |
| فرنسا      | 1 (1985)       | —        |
| الأوروغواي | —              | 1 (1985) |
| الدنمارك   | —              | 1 (1993) |
| إيطاليا    | —              | 1 (2022) |

### حسب الاتحاد القاري
| الاتحاد القاري | بطل | وصيف |
| -------------- | --- | ---- |
| كونميبول       | 2   | 1    |
| يويفا          | 1   | 2    |

## وصلات خارجية
- الموقع الرسمي
- فيناليسيما 2022 على موقع كونميبول
- كأس أرتيمو فرانكي على موقع مؤسسة إحصاءات وثيقة لرياضة كرة القدم